# Reichsarbeitsdienst
De Reichsarbeitsdienst (RAD) was een organisatie die door nazi-Duitsland was opgezet om de werkloosheid terug te dringen, analoog aan de werkverschaffing die in Nederland was opgezet. Tijdens de Tweede Wereldoorlog werd de Reichsarbeitsdienst ingezet ter ondersteuning van de Wehrmacht.
De Reichsarbeitsdienst werd in juli 1934 opgericht als overheidsorganisatie ten behoeve van de werkverschaffing. De Reichsarbeitsdienst was een samenvoeging van diverse organisaties die zich gedurende de tijd van de Weimarrepubliek met de werkverschaffing hadden beziggehouden. Leden van de Reichsarbeitsdienst werden ingezet bij diverse civiele, militaire en agrarische projecten. De Reichsarbeitsdienst stond gedurende zijn gehele bestaan onder leiding van Konstantin Hierl.

## Organisatie
De Reichsarbeitsdienst bestond uit twee hoofdafdelingen:
- de Reichsarbeitsdienst Männer (RAD/M) voor mannen
- de Reichsarbeitdienst der weiblichen Jugend (RAD/wJ) voor jonge vrouwen

De Reichsarbeitsdienst bestond uit veertig districten (Arbeitsgau). Elk district stond onder leiding van een officier met staf en een Wachkompanie. Ieder district was onderverdeeld in zes tot acht Arbeitsgruppen van 1200 tot 1800 man. Deze groepen waren onderverdeeld in afdelingen. De mannen van de Reichsarbeitsdienst werden voorzien van een spade en een fiets. Het logo van de Reichsarbeitsdienst had de vorm van een omhoog gerichte spade en was aangebracht op alle uniformen.
Voor trouwe dienst was in 1938 een Dienstonderscheiding van de Rijksarbeidsdienst ingesteld.

## Oorlog

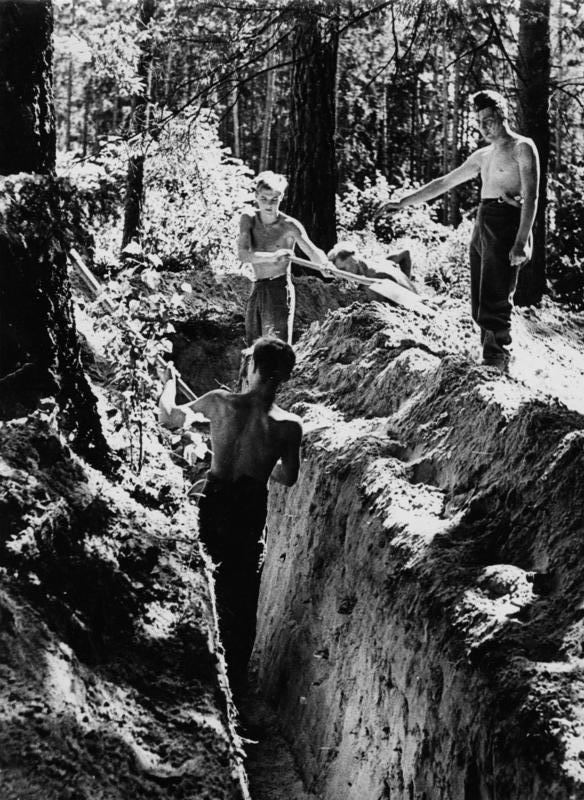
Oorlogsinzet van de Reichsarbeitsdienst in Oost-Pruisen

Tijdens de oorlog was de Reichsarbeitsdienst geclassificeerd als Wehrmachtgefolge, ondersteunende onderdelen van de krijgsmacht.
Gedurende de inval in Noorwegen en de inval in de Benelux en Frankrijk werden honderden eenheden van de Reichsarbeitsdienst ingezet om de troepen aan het front te voorzien van voedsel en munitie; ook repareerden zij wegen en vliegvelden. Tijdens de rest van de oorlog werden zij op grote schaal ingezet, onder meer bij de bouw van de Atlantikwall.
De Reichsarbeitsdienst vervulde niet alleen ondersteunende functies, maar werd ook rechtstreeks ingezet in de oorlog. Eenheden van de Reichsarbeitsdienst werden ingezet bij het luchtafweergeschut en aan het oostfront ook als infanterie-eenheid.